# Мінадзукі (1927)
Мінадзукі (Minazuki, яп. 水無月) — ескадрений міноносець Імперського флоту Японії, який взяв участь у Другій світовій війні.
Корабель, який став сьомим (за часом закладання) серед есмінців типу «Муцукі», спорудили у 1927 році на верфі Uraga Dock.
На момент вступу Японії до Другої світової війни «Мінадзукі» належав до 22-ї дивізії ескадрених міноносців, яка 29 листопада 1941-го прибула з Японії до Мако (важлива база ВМФ на Пескадорських островах у південній частині Тайванської протоки). 7 грудня «Мінадзукі» разом зі ще 5 есмінцями та легким крейсером вийшли для супроводу конвою з десантом до Апаррі на північному узбережжі острова Лусон (перед доставкою головних сил до затоки Лінгайєн японці висадили на Філіппінах цілий ряд допоміжних десантів). Висадка на не зайняте ворожими силами узбережжя успішно відбулась вранці 10 грудня.
Починаючи з 18 грудня 1941-го, «Мінадзукі» у складі того ж загону супроводжував сили вторгнення до Лінгайєн, а саме 1-й транспортний загін, що включав 27 транспортів та рухався із Такао (наразі Гаосюн на Тайвані). Висадка відбулась в ніч на 22 грудня.
З 31 грудня 1941-го «Мінадзукі» разом з іншими численними есмінцями ескортував Третій малайський конвой, який мав доправити чергову партію японських військ з Формози на півострів Малакка (вторгнення сюди почалось ще 8 грудня, у день нападу на Перл-Гарбор — тільки по інший бік лінії зміни дат). 8 січня 1942-го основна частина транспортів прибула до Сінгори (наразі Сонгкхла) в одній з найпівденніших провінцій Сіаму поблизу кордону з британською Малаєю.
На початку лютого 1942-го розпочався рух конвоїв у межах підготовки десанту на головний острів Нідерландської Ост-Індії — Яву. 1—6 лютого «Мінадзукі» та ще один есмінець супроводили з Такао (наразі Гаосюн до Тайвані) до Камрані третю групу транспортів із 18 суден. 18 лютого з Камрані вийшли 56 транспортів, при цьому первісно їх безпосередній ескорт складався з легкого крейсера та 10 есмінців (у тому числі «Мінадзукі»), а 21 лютого в районі островів Анамбас до них приєднались ще один легкий крейсер та 5 есмінців. На підході до Яви конвой розділився на три основні загони, які рушили до визначених їм пунктів висадки. «Мінадзукі» разом з 5 іншими есмінцями прикривали операцію у Мерак (східне узбережжя Зондської протоки за сотню кілометрів на захід від Батавії). Висадка відбулася в ніч проти 1 березня та пройшла на цій ділянці без ускладнень (а от основний загін, що прикривав у розташованій дещо на схід затоці Бантам, був атакований ворожими крейсерами, які намагались вирватись у Індійський океан після поразки в битві в Яванському морі — зіткнення, відоме як бій у Зондській протоці).
Наприкінці березня 1942-го корабель залучили до операції з оволодіння островом Різдва (три з половиною сотні кілометрів на південь від західної частини Яви). 29 березня із затоки Бантам вийшов загін, в якому, окрім «Мінадзукі», були ще 6 есмінців та 3 легкі крейсери. Висадка відбулась 31 березня і практично не зустріла спротиву. Наступної доби підводний човен важко пошкодив один крейсер, проте «Мінадзукі» не залучали до операції з його буксирування на базу.
До початку серпня 1942-го «Мінадзукі» залишався в Південно-Східній Азії та займався ескортною службою. 18 серпня есмінець прибув до Сасебо (обернене до Східнокитайського моря узбережжя Кюсю) і до 30 вересня проходив там ремонт. 4 жовтня 1942-го «Мінадзукі» вийшов з японського порту Моджі та попрямував назад до Південно-Східної Азії, де відновив свою ескортну службу.
Станом на середину січня 1943-го «Нагацукі» перебував у Японії, а 18 січня вийшов звідси та розпочав супровід конвою H, що пройшов через Палау (великий транспортний хаб на заході Каролінських островів) до новогвінейського Манокварі (північно-східне узбережжя півострова Чендравасіх). 5 лютого есмінець повернувся до Сасебо, де до 3 лютого пройшов короткочасний ремонт, під час якого отримав додатково здвоєну установку 25-мм зенітних автоматів.
24 лютого 1943-го «Мінадзукі» вийшов із Сасебо та попрямував до Рабаулу — головної передової бази в архіпелазі Бісмарка, з якої здійснювались операції на Соломонових островах та сході Нової Гвінеї. По прибутті в регіон корабель залучили до виконання транспортних рейсів. Так, 6 та 14 березня він разом з есмінцем «Фумідзукі» виходив до півострова Сурумі (центральна частина південного узбережжя Нової Британії), де японці мали резервний аеродром у Гасматі, призначений для забезпечення аварійних посадок літаків, які здійснювали операції на Новій Гвінеї. 11 березня «Мінадзукі» та той же «Фумідзукі» виконали рейс до затоки Реката-Бей на північному узбережжі острова Санта-Ісабель (тут, північніше від Нью-Джорджії, була база японської гідроавіації). А 29—30 березня «Мінадзукі» разом зі ще 3 есмінцями спробував здійснити похід із Кавієнга (друга за значенням японська база у архіпелазі Бісмарка на північному завершенні острова Нова Ірландія) до новогвінейського Фіншхафену (на східному завершенні півострова Хуон), проте цей похід у підсумку перервали через атаку ворожої авіації, під час якої Фумідзукі отримав легкі пошкодження від обстрілу (можливо відзначити, що небезпеку походів у цей регіон за кілька тижнів до того довів розгром японського конвою в битві в морі Бісмарка).
8 квітня 1943-го «Мінадзукі» разом з «Сацукі» та «Нагацукі» вчергове ходив до Сурумі, а 14 квітня виконав рейс до острова Гарове (у морі Бісмарка за три сотні кілометрів на захід від Рабаула).
У травні «Мінадзукі» здійснив аж чотири виходи до Сурумі — 4, 7, 11 та 23 числа, при цьому в перших двох разом з ним прямували есмінці «Сацукі» і «Нагацукі» та легкий крейсер «Юбарі», у третьому лише «Сацукі» і «Нагацукі», а в четвертому один «Нагацукі».
28 травня 1943-го «Мінадзукі» вийшов у море разом зі ще двома есмінцями з метою доправити підкріплення на острів Коломбангара в центральній частині Соломонових островів (після полишення Гудалканалу саме тут у архіпелазі Нью-Джорджія були передові бази японців). Цей похід довелось перервати, коли «Сацукі» та «Нагацукі» наскочили на риф на південний схід від Бугенвілю. Хоча есмінці не зазнали особливих пошкоджень, проте «Сацукі» довелось рушити назад, тоді як «Мінадзукі» і «Нагацукі» спробували пройти до Коломбангари 29 травня, проте повернулись до Бугенвілю через дії ворожої авіації. Нарешті, 31 травня — 1 червня вони змогли здійснити рейс до Коломбангари та висадити тут війська. 2 червня цей же загін ще раз відвідав Коломбангару.
28—29 червня 1943-го «Мінадзукі» та ще два есмінці спробували пройти з Рабаула через Шортленд до Коломбангари, проте місію скасували через підсилену активність ворожої авіації в регіоні. А вже 30 червня союзники розпочали операцію заволодіння архіпелагом Нью-Джорджія. Японське командування почало реалізовувати контрзаходи і тієї ж доби «Мінадзукі» та ще 4 есмінці вирушили для обстрілу острова Рендова (біля південного узбережжя Нью-Джорджії), проте операцію довелось скасувати через погодні умови (в ніч проти 3 липня інший загін все-таки провів не вельми результативне бомбардування, проте «Мінадзукі» вже не брав участі в цій місії).
12 липня 1943-го 1 легкий крейсер та 9 японських есмінців вирушили в черговий рейс до Коломбангари, під час якого «Мінадзукі» та 3 інші кораблі саме становили транспортну групу. В ніч проти 13 липня японський загін вступив у битву при Коломбангарі, проте «Мінадзукі» не узяв у ній участь, оскільки займався висадкою військ.
19 липня 1943-го «Мінадзукі» разом з двома іншими есмінцями попрямував до Коломбангари для доставки підкріплень. Їх рейс прикривала інша група, до якої цього разу включили не лише легкий крейсер та есмінці, але й 3 важкі крейсери, що прибули з Рабаула із завданням на пошук та знищення ворожих сил. У ніч проти 20 липня японські кораблі стали ціллю для ворожих бомбардувальників, які скинули бомби за показаннями радарів та змогли потопити 2 есмінці й пошкодити 2 важкі крейсери. «Мінадзукі» теж постраждав від дій авіації і не міг видавати більш як 18 вузлів. Операцію скасували і японські кораблі повернулись у Рабаул. 30 липня — 2 серпня корабель пройшов на Трук, одночасно забезпечивши ескорт для двох транспортів, а потім попрямував до Куре, де до 12 вересня проходив ремонт, під час якого, зокрема, з нього зняли одну гармату головного калібру та встановили дві строєні та одну спарену установки 25-мм зенітних автоматів.
По завершення ремонту «Мінадзукі» повернувся до Меланезії, де добігала завершення невдала для японців битва за архіпелаг Нью-Джорджія. Японське командування вирішило евакуювати звідти останні гарнізони і 28 вересня та 2 жовтня «Мінадзукі» у складі значної групи есмінців виходив з цією метою до Коломбангари. У другому з рейсів під час зіткнення з ворожими есмінцями «Мінадзукі» зазнав незначних пошкоджень від влучання трьох снарядів, які, втім, не здетонували.
У наступні кілька тижнів «Мінадзукі» залучили до транспортних рейсів. Так, 6 та 8 жовтня 1943-го він виходив до острова Гарове, а 21—22 жовтня пройшов разом з есмінцем «Амагірі» до Буки (порт на однойменному острові біля північного узбережжя значно більшого острова Бугенвіль) та Кавієнга. У проміжку між цими походами «Мінадзукі» потрапив під рейд на Рабаул ворожої авіації, яка 12 квітня розпочала масштабний повітряний наступ на цю японську базу. Унаслідок близьких вибухів на есмінці були тимчасово виведені з ладу дві гармати головного калібру.
1 листопада 1943-го союзники висадились на Бугенвілі й того ж дня «Мінадзукі» разом зі ще щонайменше 4 есмінцями попрямував туди для контрвисадки в районі мису Торокіна (хоча на Бугенвілі перебував великий японський гарнізон, проте в умовах джунглів оперативно перекинути ці сили до місця висадки союзників було нелегко). Втім, операцію скасували через присутність значних ворожих сил (загін прикриття зазнав від них поразки в битві у затоці Імператриці Августи), а «Мінадзукі» відокремився та здійснив транспортний рейс до Буки.
4 листопада 1943-го корабель вийшов на допомогу транспорту «Кійосумі-Мару», який прямував до архіпелагу Бісмарка в конвої «Тей № 4 Го» із понад тисячею військовослужбовців на борту та зазнав серйозних пошкоджень при нальоті авіації. З ураженого судна зняли частину вантажу та бійців, які перейшли на 3 легкі крейсери та 2 есмінці, зокрема «Мінадзукі» прийняв дві з половиною сотні осіб і доправив їх у Рабаул.
6 листопад 1943-го «Мінадзукі» здійснив новий транспортний рейс до Буки, а наступної доби вийшов у море з таким же завданням, проте рейс припинили через повітряну атаку. 27 і 29 листопада та 1 грудня «Мінадзукі» ходив до острова Гарове (у морі Бісмарка за три сотні кілометрів на захід від Рабаула) — в перших двох випадках разом з «Фумідзукі», а у третьому з «Фумідзукі» та «Акікадзе»).
3 грудня 1943-го «Мінадзукі» та ще один есмінець вирушили з Рабаула для супроводу легкого крейсера «Юбарі», який вів на буксирі есмінець «Наганамі», що був серйозно пошкоджений 11 листопада під час атаки на Рабаул авіаносного з'єднання. 8 грудня загін успішно прибув на Трук (можливо відзначити, що «Наганамі» вдасться відремонтувати й він загине вже наприкінці 1944-го на Філіппінах). 17—19 грудня «Мінадзукі» пройшов назад у Рабаул, після чого до кінця місяця здійснив три транспортні рейси до Гарове: 21 грудня разом з «Сацукі», 23 числа із «Мацукадзе», а 25 грудня разом з «Фумідзукі».
У якийсь момент «Мінадзукі» вирушив на Трук, де з 17 січня по 7 лютого 1944-го проходив ремонт. 12—17 лютого 1944-го «Мінадзукі» здійснював проведення з Труку до Рабаула конвою № 1123, який став останнім конвоєм, що успішно досягнув архіпелагу Бісмарка (після нього до Рабаула пройде зі втратами конвой SO-903, а невдовзі ця колись потужна база опиниться у блокаді). 18 та 20 лютого «Мінадзукі» разом з есмінцем «Юдзукі» (до того також супроводжував № 1123) здійснили транспортні рейси з Рабаула до Кавуву (Гавуву) на мисі Хоскінс (північне узбережжя Нової Британії дещо менш ніж за дві з половиною сотні кілометрів на південний захід від Рабаула), а потім змогли полишити архіпелаг Бісмарка та 25 лютого прибули на Палау.
Певний час «Мінадзукі» ніс патрульно-ескортну службу в районі Палау (можливо відзначити, що вже 30 березня 1944-го ця база буде розгромлена під час рейду американського авіаносного угруповання), а у другій половині квітня опинився на Маріанських островах та 23—29 квітня супроводив конвой з Сайпану до Йокосуки. 2—14 травня есмінець ескортував конвой № 3503 у зворотному напрямку, після чого 16—19 травня спробував провести частину транспортів далі на острів Яп (західна частина Каролінських островів), проте операцію скасували після загибелі більшості суден від дій ворожих субмарин.
На початку червня 1944-го «Мінадзукі» був у Давао (південне узбережжя філіппінського острова Мінданао), звідки вийшов 6 червня разом з есмінцем «Вакацукі» для супроводу танкерного конвою до Балікпапану (центр нафтовидобутку на сході острова Борнео). Вже на підході до Борнео «Мінадзукі» був торпедований та потоплений підводним човном «Гардер», при цьому «Вакацукі» зміг врятувати 45 моряків із загиблого корабля.